# Puncturella sportella
Puncturella sportella är en snäckart som beskrevs av Watson 1882. Puncturella sportella ingår i släktet Puncturella och familjen nyckelhålssnäckor. Inga underarter finns listade i Catalogue of Life.